# Гергеф
Гергѐф е рамка, на която се обтяга тъкан за бродиране по предварителна рисунка.
Гергефът се изработва от дърво, метал или кост. Има кръгла или четириъгълна форма, като размерите му се променят. Често рамката се украсява с цветни рисунки или с художествена резба. По българските земи се появява през Възраждането.